# 高校受験
高校受験（こうこうじゅけん）は、高等学校の入学試験を受験することである。その試験を高校入試（こうこうにゅうし）という。
戦後の日本においては、「高校」とは、後期中等教育の学校を指す。世界的には、先進国では、後期中等教育の学校の入試はほとんどない。日本の明治から戦前までにおいては、中等教育は旧制中学校などの旧制中等学校が担っており、旧制高等学校は高等教育の前期課程の学校、現在でいう大学の教養課程に当たる。
本項目では、特に断り書きがない限り、戦後の日本における「高校受験」を取り上げる。高等学校の入学試験以外にも、高等学校・特別支援学校高等部・専修学校高等課程（いわゆる高等専修学校）などの後期中等教育を実施する教育機関、および、高等教育をも提供する高等専門学校（高専）の入学試験と入学についても扱う。
本項目で述べる「学校」とは、一条校に加え、専修学校高等課程（高等専修学校）などの後期中等教育を実施する教育機関を含めるものとする。
なお、公立高校では入学試験は入学者選抜のための検査であるので、「受験」ではなく「受検」と表記することがある。

## 概要
日本において、戦後の学制改革により、旧制中学校と高等女学校の多くは新制「高等学校」に移行した。
第二次世界大戦終結直後は教室が極度に不足していたことから、入学試験で志望者を絞り込むことが最善と考えられるようになった。また、旧制中学の名門校を復活させたい動きも入試による選抜を後押しした。
学制改革では、高校三原則（小学区制・総合制・男女共学）が唱えられ、高校とは、富国強兵を支えうる男子の育成から、高度経済成長を支える全ての男女が進学できる学校への転換が図られた。小学区制と総合制はあまり実現しなかった。
京都府では、京都府知事を7期28年（1950年-1978年）務めた蜷川虎三が高校三原則を堅持した。蜷川の教育行政の「十五の春は泣かせない」は全国に広まり、公立高校への全入運動を後押しした。
高校への進学率は1950年代半ばから急速に上昇する。
一方で、1963年（昭和38年）、文部省（当時）は「適格者主義」（「高等学校の教育課程を履修できる見込みのない者をも入学させることは適当ではない」）を通達する。
1962年から、全国各地に「深く専門の学芸を教授し職業に必要な能力を育成することを目的」とする高等専門学校が設置され、複線化した。
1967年、東京都で学校群制度が導入される。全国の都道府県において、総合選抜、学校群制度を実施した県では、旧制以来のナンバースクールが凋落し、近隣の高校の合格実績が上昇し、総じて公立高校の合格実績および入試難度は低下した。特に都市部では、国私立高校の難化および合格実績の上昇となる。ただし、愛知県ではほとんど影響がなかった。（学校群制度#愛知県も参照）
高度経済成長に伴い、国民の所得平均は上昇し、高校全入ではなかった時代から、成績最上位層なら国私立高を目指す動きが、首都圏、関西圏で加速する。
1965年ごろから、学力偏差値が広まる。1970年代前半には、全国津々浦々の地方のテスト業者や学習塾などにまで偏差値が広まるようになる。生徒の受験校が業者テストによる偏差値によって切り分けるような「輪切り」と呼ばれる進路指導がなされるようになる。
偏差値は批判を浴びるようになるようになり、1993年2月、文部省（当時）が「業者テストによる偏差値等に依存した進路指導は行わないこと」を国公立教育行政機関に通達する。これにより、国公立中学内での業者テスト（模試）の実施が禁止になった。
ミッションスクールをはじめ、私立女子校は戦後高校募集もする中高一貫校も多かったが、1970年代～1990年代を通じてほとんどが完全中高一貫校となる。
1998年（平成10年）6月、学校教育法が改正され、中等教育学校の設置、中高一貫教育校の併設型・連携型が認められるようになる。これにより、国公私立問わず、中学・高校課程を制度上弾力的に取り扱うことができるようになり、公立高校の制度上の中高一貫化が始まり出した。公立初の中等教育学校は1999年の宮崎県立五ヶ瀬中等教育学校である。公立初の中高一貫校は、1999年の岡山市立岡山後楽館中学校・高等学校である。
21世紀に入り、石原慎太郎都知事（当時）により、都立高校の学区撤廃が実現する。この動きが全国に広がり、高校受験の成績上位層が国私立高と公立高で公立高を選択する動きが始まってきた。
20世紀末ごろまで、全国の有数私立進学校は男子中高一貫校が多かったが、21世紀以降、高校募集の停止（完全中高一貫校）、共学化が見られる。私立男子校の共学化は、2000年代以降、少子化にあえぐ西日本で始まる。これにより、公立高校に進学するしかなかった成績上位の女子は私立高校へも進学し、合格実績が上昇した。

## 入学資格

### 年齢
高等学校をはじめとする後期中等教育課程に入学するには通例、学校教育法第57条に基づき、下記の前期中等教育課程のいずれかを修了しなければならない。また、専修学校高等課程の入学資格と、高等専門学校（以下、高専という）の入学資格もこれと同様である。
- 中学校もしくはこれに準ずる学校（特別支援学校の中学部）
- 義務教育学校の後期課程
- 中等教育学校の前期課程

この際、入学志願者の年齢は入学年度の4月1日時点（以下「年初」と表記）で満15歳以上となる。
後期中等教育を行う学校に出願できるのは以上の入学資格を満たしている者、または年初で満たす見込みがある者（現役生）である。法制度上は高校をはじめとする後期中等教育の学校に入学できる年齢に上限は設定されておらず、また、過年度卒業生の進学が禁止されているわけでもない。
しかしながら、各学校等においては年齢に上限を設ける場合や、過年度卒業生に対して入学資格を設定していない場合もある。このように、日本の高校では年齢主義が強い傾向があり、学力を満たしていても必ずしも受験できるわけではない。
現状では高校等の入学志願者の多くが中学校等を卒業する見込みの者（現役生）であり、浪人などの過年度生はほとんどいない。ただし、帰国子女の場合は各国の学校制度が違うことから、ある程度年齢に幅を持たせて募集している場合も見られる。
なお、以上の例は基本的に全日制の場合に多く当てはまるものであり、定時制や通信制では就労者を中心に過年度生も多い。また、専修学校高等課程（高等専修学校）の場合は過年度生もある程度存在する（詳細は「過年度生#定時制高校」または「過年度生#通信制高校」を参照）。
このほか定時制高校によっては、成人特別入試として出願者に学科試験無しでの入学を認めている場合がある。

### 性別
戦後、新制高等学校への移行、新設の際に多くの国公立高校は男女共学となる。ただし、栃木県、群馬県、埼玉県の一部の公立高校では依然男女別学を実施している。
国立の男女別学の高校は、筑波大学附属駒場高等学校（男子校）とお茶の水女子大学附属高等学校（女子校）のみである。
私立の男女別学の高校は、戦前の旧制中学校から続く男子校やミッションスクールが多い。
国立の高専は当初から男女共学であった。私立の近大高専（旧熊野高専）はかつて男子校だったが、2000年より共学化した。

### 完全中高一貫校
完全中高一貫校へは、当然入学できない。完全中高一貫校は、中等教育学校とは制度上は異なる。私立学校には多く見られ、公立中高一貫校でも2010年代以降完全中高一貫校化した学校が見られる。
ただし、学校によっては、稀に編入試験が実施されることがある。

### 学区
公立高校では公立小学校・中学校と同様に、学区が設けられている場合が多い。つまり、生徒本人（実質的には保護者）の住所によって通える高校が厳密に指定されている。近年、徐々に学区の範囲は広がっており高校の選択肢は増えている。また普通科以外の学科では学区制限が緩い場合もある。学区を完全に撤廃した都道府県は2023年現在、2003年度の東京都、和歌山県を嚆矢として25都府県ある。通信制高校の学区はかなり広い。また、県境付近の過疎地域に居住している場合、その高校の立地市町村の他県に属する隣接自治体に住む場合や、全国的にも珍しい特色のあるコース、当該生徒の親族がいる場合、部活動において優秀な成績を見込める人材は県外受験が認められる場合がある。
国立高校では学区を厳密に制限している場合も、ほとんど制限がない場合もある。
私立高校では学区制限を設けている学校はほとんどないものの自宅通学前提で保護者との同居を条件とする場合は少なくない（新幹線通学を禁止など）。
ただし、寮を設置して、寮生として全国、海外から広く受け入れる私立高校もいくつかある。
国立高専では、学区はなく、最寄り地等受験制度が導入されている。ほとんどの国立高専には男子寮が設置されている。また、女子寮のある学校もある。。現在では全寮制を廃止している高専が多い。

## 高校への進学率
1950年代、「15の春を泣かせない」とのスローガンの下、高校全入運動が全国的に高まった。その目標はほぼ達成され、現在では多くの中学生が高等学校等の後期中等教育を実施する学校や、高等専門学校を目指している。中学浪人は稀で学力的にかなり不十分である生徒であっても、学力偏差値が下位の高校（いわゆる教育困難校）や定時制高校、通信制高校などへは入学が可能である（通信制高校は一般に全入）。したがって、浪人するという通念は、基本的にはない。これらの学校が低学力の生徒の実質的な受け皿として機能しているといえる。
進学率や制服、カリキュラムなどによって志願者数が変わる。定時制高校、専修学校高等課程（高等専修学校）などは応募人数が少ない傾向がある。
しかし、これらの「受け皿」校では入学後の学習意欲に欠ける生徒が多いため、入学後短期間で高校を中退する者も多い。そのため、最近の高校入試では定員未満でも「足切り」して不合格にするケースが目立っている。

### 統計
2022年の統計では中学校卒業者の98.8%が高等学校・特別支援学校高等部・専修学校高等課程（高等専修学校）等の後期中等教育を実施する教育機関や、高等専門学校に進学している。このうち通信制への進学者を除いた、中学校卒業者に対する割合は94.3%である。都道府県別での最高は新潟県で99.6%、次点は山形県で99.5%、最低は沖縄県で97.7%である。
中高一貫校や通信制高校など入学試験のない高校もあるため、上記数値の全員が高校受験をしたわけではない。

### 高校全入運動と適格者主義
旧文部省は1963年の通知で、「高校の教育課程を履修できる見込みのない者をも入学させることは適当ではない」といういわゆる適格者主義を明記した。そのため、適格者でなければ例え定員内であっても不合格にされることが行われてきた。これに反発するように定員をオーバーしても「全入」させる高校も現れたが、他校の合格が望めない成績不良、素行不良者が集まるようになり挫折する場合もあった。
高校全入が常識となり、少子化で定員を超える事態が少なくなってきたことから、適格者主義を廃止し、希望者は全員入学させるべきだとする意見もある。

## 制度
高等学校では入学資格がある志願者を対象に、学力検査や調査書（内申書）などの成績評価を資料とする選抜を行い、これに合格した者が入学を許可される。ほとんどの公立高校では受験時に調査書の提出を求める。
中高一貫教育などにおける、併設・連携中学校からの入学（内部進学）では筆記試験による学力検査が課されないこともある。また、通信制高校などの場合、そもそも入学者の選抜自体が行われないこともある。
入試は大きく分けて、一般入試と推薦入試の2つがある。一般入試では学力と調査書を、推薦入試では調査書や学校外活動実績などを用いて合否が判断される。推薦入試においては面接や小論文などを科す学校もある。一般的には、推薦入試は一般入試よりも先に行われる。推薦を前期日程、一般を後期日程と呼ぶ県もある。岡山県では、県立高校の推薦入試を2014年度入学生試験から取りやめ、かわりに「特別入学者選抜」を実施している。広島県では2023年に「選抜I」（推薦入試）と「選抜II」（一般（第1回））を一本化し一次選抜（「一般枠」と「特色枠」がある）、二次選抜となった。

### 私立高校の入試制度
主に私立高校では単願（専願）と併願に分けられる場合も多く、その場合第一志望者に対して合格ラインを下げるなどの優遇措置がとられている。私立高校の一般入試では調査書は参考程度とする場合も多く、当日の試験および面接で合否が決まることも多い。私立では本試験よりも前に生徒と相談を行い、本試験の成績にあまり左右されないでほとんど合格が決定している場合（入試事前相談）もあり、その不透明さが批判されている。また、私立高校の入試問題は公立高校の入試問題より難易度が高い傾向にあることが挙げられる。
私立高校の一般入試の教科数は、首都圏では3教科が多いが、進学校では5教科にしたところもある。また、面接試験を課す学校もある。試験を2日間にわたって実施する学校もある。

#### 「サンデーショック」
ミッションスクールの場合、例年の入試日が日曜日になる年は入試日がずれることがある。
首都圏では、それに該当する代表的な学校は青山学院である。青学の近年の入試日は例年2月12日だったが、2023年はその日が日曜日だったため、入試は11日に実施されている。このことにより例年にない受験パターンが繰り広げられる。

### 公立高校の入試制度
2013年以降、愛知県のみで複合選抜が実施されている以外は、全ての自治体立の公立高校の入試制度は、学校単位で選抜を行う単独選抜が実施されている。
公立高校の一般入試の教科数は現在5教科が多い。なお、1960年代まで公立では実技教科を含めた9教科で実施していた学校も多かった。また、東京都が学校群制度を導入していた時代は3教科入試を実施していた。

#### 独自入試
2001年に都立日比谷が3教科で、都立国際が英語で「自校作成問題」を導入し、全国の公立高の独自入試の先駆けとなった。
北海道では2009年度の入試から国語・数学・英語の3教科を対象とする「学校裁量問題」制度を導入していたが、2021年度の入試をもって廃止した。

#### 特色選抜
一般入試に先駆けて、各高校が募集する生徒像を示し、各高校の特色に応じた選抜方法で入学試験を行う制度。定員のうち一部分を分けてこの選抜で募集する。多くの府県で採用されている。
2002年に岐阜県で実施された「特色化選抜」（2013年に廃止）が始まりとされる。

### 調査書のウエイト
公立高校入試においては、学力検査に対する中学校の調査書のウエイトが、国私立高校入試や中学入試、大学入試などと比べても大きく占めるのが特徴である。

### 入試時期
一般的に私立・国立は1 - 2月、公立（都道府県市町村立）は2月の初めに推薦入試、中旬に一般入試がある。また一部地域では3月に一般入試が行われるところがある。

### 合格発表
一般的に私立高校は試験日の翌日、公立高校の一般入試の合格発表は3月初めごろである。公立高校は受験校に合格者の受験番号を掲示する形で行われ（新聞などで「15の春」として発表風景が報道される）、私立高校は封書を直接郵送する形が多い。
一部公立高校では多数の生徒が受けた中学校には直接合否通知と請書、入学要項を渡し卒業中学校で生徒が結果を知る場合もある。また、最近は広島県などホームページでも結果が分かるようになっている（ただし、合否通知と請書などは受検校か中学校で結果を聞く場合は中学校で受け取らなければならない）。

## 地域性

### 校種
法人である私立高校は大都市地域に集中する一方で、地域によっては私立高校がほとんどない所がある。実際に、私立高校が多く所在する首都圏の学校事情は大学入試を見据えるために他地域とは大きく異なっている。
その最たる例として前述の通り私立中高一貫校が高校入試を相次いで停止している実情が挙げられる。これは付属中学からの内進生に追いつかせようとするカリキュラムを設ける上で学校側に負担があるという見解もあるが、以前から高校入試をして中高一貫校に入学したいわゆる外進生は大学入試において芳しい成績を残せているところは多くなかったことも関係している。私立中高一貫校ではコースを分けて募集をしていないところは外進生の進学実績も内進生とまとめているケースが多く、高校入試はあくまで内進生の中だるみ防止のためと位置付けている場合もある。

### 調査書
都道府県によって入試における調査書の比重はまちまちであり、内申点の比重が高い都道府県もあれば、学力検査の点数の比重が高い都道府県もある。同じ都道府県内でも、選抜種類、学校によって学力と内申の比率を独自に設定している場合も多い。
中学の学年ごとの比重は、高学年次ほど重くするケースと3学年を均等にするケースに大別される。2023年現在、山形県、東京都、長野県、静岡県、愛知県、三重県、福井県、鳥取県、福岡県、鹿児島県、沖縄県は、3年次のみの評定を用いて内申点を算出する。対極的に、青森県、秋田県、宮城県、福島県、栃木県、茨城県、千葉県、群馬県、新潟県、滋賀県、徳島県、愛媛県、山口県、佐賀県、長崎県は、1～3年生の評定を均等に扱って算出する。
実技4教科に重みを付けて換算内申とする都道府県もある。2023年現在、秋田県、宮城県、福島県、東京都、京都府、徳島県、香川県（中3のみ）、高知県、大分県では実技4教科を2倍して換算する。兵庫県では、実技4教科の主要5教科に対する率は1.875倍、岩手県・山梨県・岡山県（中3のみ）・沖縄県では1.5倍となっている。鹿児島県では10倍（中3のみ）となっている。実技4教科における実技の評価は、主要5教科での筆記試験による評価よりも客観性が見えにくく、担当教員の主観が特に入りやすいと見る向きもある。
高校受験において調査書の扱いが低い茨城県、埼玉県、静岡県などでは公立高校の大学進学実績が良い。また、内申点と学力検査をほぼ同等に扱う広島県において、合格定員の20%は内申点:学力検査=2:8で計算し合格者を出したところ、大学進学実績が急激に伸びた高校がある。
一方で私立高校の一般入試では、調査書の提出が義務付けられていてもほとんど学力検査の成績のみで合否が決定されることが多く、調査書の合否への影響は極めて少ない。

### その他
高等学校卒業程度認定試験（高認）を受検して、高等学校に進学することなく、高等学校卒業程度の学力が必要な資格（大学進学、国家試験受験）を得る人もいる。

## 高校入試への批判
日本の高校入試は学校間・学科間の序列が大きく、過酷な受験競争を中学生に強いているといわれている。また、調査書の支配が中学教育の権威主義と管理主義を生み出し、中学生を苦しめているという批判がある。
高校入試を廃止することにより学校間の序列が解消され、生徒の努力次第でどの高校からも一流大学への進学が可能になるという意見がある。

## 諸外国の高校受験
アメリカ、イギリス、カナダなどでは一部の私立のエリート校を除くと高校入試は存在せず、総合学科のため、日本の高校のような学校間の序列は存在しない。
フランスやドイツなどのヨーロッパ諸国では、大学進学を目的とする普通科課程の中等教育学校、卒業後に技術的な専門教育へと接続する技術科課程の中等教育学校、職業人として社会に出る準備を行う中等教育学校のいずれかに進学するための選抜が行われるが、所定の学力の基準点に達していれば合格とされ、同一種別の学校間の序列は存在しない。
韓国は、国立も公立も私立も他校からも附属からも関係なく、受験が有るのは特殊高校と大学のみ。私学は抽選制。大韓民国の教育も参照。
香港の中国方式では高校受験が無い。香港の教育も参照。